# Scott Draper
Scott Draper (Melbourne, 5 juni 1974) is een voormalig tennisprof uit Australië die tussen 1993 en 2005 op de ATP-tour actief was.
Als professional won Draper in zijn carrière één ATP-toernooi in het enkelspel. In 2005 wist hij aan de zijde van Samantha Stosur de titel in het gemengd dubbel van de Australian Open te winnen door in de finale Kevin Ullyett en  Liezel Huber te verslaan met 6–2, 2–6, 7–6(6).
Bij de junioren won Draper in 1992 op Wimbledon het dubbelspel met partner Steven Baldas.
Draper maakte in 2005 zijn debuut als professioneel golfer op de Australasian Von Nida Tour.Won in 2007 met een score van -20 de NSW PGA Championship. In 2009 was Draper genoodzaakt zijn golfloopbaan te beëndigen wegens een chronische rugblessure.

## Palmares
| Legenda                       | Legenda               |
| ----------------------------- | --------------------- |
| Grand Slam                    |                       |
| Olympische Spelen             |                       |
| tot 2009                      | vanaf 2009            |
| Tennis Masters Cup            | ATP Finals            |
| ATP Masters Series            | ATP Tour Masters 1000 |
| ATP International Series Gold | ATP Tour 500          |
| ATP International Series      | ATP Tour 250          |

### Enkelspel
| Nr.                          | Datum            | Toernooi       | Ondergrond | Tegenstander in finale | Score            | Details |
| ---------------------------- | ---------------- | -------------- | ---------- | ---------------------- | ---------------- | ------- |
| Gewonnen finales             |                  |                |            |                        |                  |         |
| 1.                           | 14 juni 1998     | ATP Londen     | Gras       | Laurence Tieleman      | 7-6(5), 6-4      | Details |
| Verloren finales             |                  |                |            |                        |                  |         |
| 1.                           | 5 januari 1996   | ATP Adelaide   | Hardcourt  | Todd Woodbridge        | 2-6, 1-6         | Details |
| 2.                           | 26 juli 1998     | ATP Washington | Hardcourt  | Andre Agassi           | 2-6, 0-6         | Details |
| Gewonnen finales challengers |                  |                |            |                        |                  |         |
| 1.                           | 23 april 1995    | Nagoya         | Hardcourt  | Shuzo Matsuoka         | 6-3, 6-7, 6-4    |         |
| 2.                           | 4 augustus 2002  | Lexington      | Hardcourt  | Paul Goldstein         | 4-6, 6-4, 6-4    |         |
| 3.                           | 11 augustus 2002 | Binghamton     | Hardcourt  | Peter Luczak           | 7-6(5), 6-4      |         |
| 4.                           | 6 oktober 2002   | Fresno         | Hardcourt  | Justin Gimelstob       | 6-1, 6-7(5), 6-1 |         |

### Dubbelspel
| Nr.                                      | Datum           | Toernooi        | Ondergrond | Partner           | Tegenstanders in finale          | Score            | Details |
| ---------------------------------------- | --------------- | --------------- | ---------- | ----------------- | -------------------------------- | ---------------- | ------- |
| Verloren finales herendubbel             |                 |                 |            |                   |                                  |                  |         |
| 1.                                       | 12 juli 1998    | ATP Newport     | Gras       | Jason Stoltenberg | Doug Flach Sandon Stolle         | 2-6, 6-4, 65-7   | Details |
| Gewonnen finales herendubbel challengers |                 |                 |            |                   |                                  |                  |         |
| 1.                                       | 6 juni 1999     | Surbiton        | Gras       | Todd Woodbridge   | Justin Gimelstob Scott Humphries | walk-over        |         |
| Gewonnen finales gemengd dubbel          |                 |                 |            |                   |                                  |                  |         |
| 1.                                       | 30 januari 2005 | Australian Open | Hardcourt  | Samantha Stosur   | Liezel Huber Kevin Ullyett       | 6-2, 2-6, [10-6] | Details |

## Prestatietabellen
| Legenda | Legenda                          |
| ------- | -------------------------------- |
| g.t.    | geen toernooi gehouden           |
| l.c.    | lagere categorie                 |
| –       | niet deelgenomen                 |
| G       | uitgeschakeld in de groepsfase   |
| 1R      | uitgeschakeld in de eerste ronde |
| 2R      | uitgeschakeld in de tweede ronde |
| 3R      | uitgeschakeld in de derde ronde  |
| 4R      | uitgeschakeld in de vierde ronde |
| KF      | uitgeschakeld in de kwartfinale  |
| HF      | uitgeschakeld in de halve finale |
| F       | de finale verloren               |
| W       | het toernooi gewonnen            |
| w-v     | winst/verlies-balans             |

### Prestatietabel enkelspel
| Toernooi        | 1995 | 1996 | 1997 | 1998 | 1999 | 2000 | 2001 | 2002 | 2003 | 2005 |
| --------------- | ---- | ---- | ---- | ---- | ---- | ---- | ---- | ---- | ---- | ---- |
| Australian Open | 1R   | 1R   | 3R   | 2R   | 1R   | 1R   | 1R   | 1R   | 2R   | 1R   |
| Roland Garros   | 4R   | 4R   | 1R   | 2R   | 1R   | –    | 1R   | 1R   | 1R   | 1R   |
| Wimbledon       | 1R   | 1R   | 1R   | 2R   | 1R   | 1R   | 1R   | 2R   | 2R   | 1R   |
| US Open         | 3R   | 2R   | 4R   | 1R   | 1R   | –    | –    | –    | 1R   | –    |

### Prestatietabel grand slam, dubbelspel
| Toernooi        | 1995 | 1996 | 1997 | 1998 | 1999 | 2000 | 2001 | 2002 | 2003 |
| --------------- | ---- | ---- | ---- | ---- | ---- | ---- | ---- | ---- | ---- |
| Australian Open | 3R   | KF   | 2R   | 2R   | 2R   | 2R   | 2R   | 1R   | 2R   |
| Roland Garros   | –    | –    | –    | –    | –    | –    | –    | –    | –    |
| Wimbledon       | 2R   | 1R   | –    | –    | –    | –    | –    | –    | 2R   |
| US Open         | 1R   | 1R   | –    | –    | –    | –    | –    | –    | –    |